# Norheim
Norheim är en kommun och ort i Landkreis Bad Kreuznach i förbundslandet Rheinland-Pfalz i Tyskland.
Kommunen ingår i kommunalförbundet Verbandsgemeinde Rüdesheim tillsammans med ytterligare 31 kommuner.